# دوران کولی‌ها
دوران کولی‌ها یا عصر کولی‌ها (به صربی: Дом за вешање, Dom za vešanje) فیلمی است به کارگردانی امیر کوستوریتسا محصول سال ۱۹۸۸. این فیلم جایزه بهترین کارگردانی را در جشنواره فیلم کن برای کوستوریتسا به ارمغان آورد. دوران کولی‌ها اولین فیلم بلند داستانی است که در آن به زبان کولیهای رومانی صحبت می‌شود.

## خلاصه داستان
پرهان نوجوانی کولی‌ست که توانایی خارق‌العاده‌ای دارد. او می‌تواند اشیا را با قدرت ذهنی‌اش حرکت دهد. مردی تبهکار به نام احمد او را فریب می‌دهد و ناچارش می‌کند مادربزرگ و دختری را که دوست دارد ترک کند و با او به ایتالیا برود. او در ایتالیا برای احمد کار می‌کند و امیدوار است با پول آسان و سریعی که به دست می‌آورد هزینه عمل پای خواهرش را بپردازد و با دختر محبوبش (ازرا) ازدواج کند. اما به دستور احمد مرتکب سرقت می‌شود و در قاچاق کودکان مشارکت می‌کند. پس از مدتی به وطنش برمی‌گردد و درمی‌یابد دختر محبوبش (ازرا) باردار است. با این که تردید دارد بچه مال او باشد با ازرا عروسی می‌کند. ازرا هنگام زایمان می‌میرد. او که رویای زندگی شادتری را در سر داشت احمد را مقصر بدبختی‌هایش می‌داند و تصمیم می‌گیرد از او انتقام بگیرد اما به دست آدم‌های احمد کشته می‌شود.

## جایزه‌ها
- برنده جایزه بهترین کارگردانی از جشنواره فیلم کن (۱۹۸۹)[۴]
- نامزد دریافت جایزه نخل طلا از جشنواره فیلم کن (۱۹۸۹)
- نامزد دریافت جایزه فیلم اروپا برای بهترین بازیگر مرد (۱۹۸۹)
- نامزد دریافت جایزه سزار برای بهترین فیلم خارجی (۱۹۹۰)